# فيليب هول (دبلوماسي)
فيليب ريدلي هول (وُلد في 11 أكتوبر 1967 في تشيتشيستر) هو دبلوماسي ومحامي بريطاني، شغل منصب القنصل العام البريطاني في القدس منذ أغسطس 2017 وحتى عام 2021.

## النشأة
وُلد فيليب ريدلي هول في مدينة تشيتشيستر، غرب مقاطعة ساسكس بالمملكة المتحدة في 11 أكتوبر 1967.
تلقى هول تعليمه في مدرسة كرانلي، والتحق بكلية غنفيل وكيوس في كامبريدج، وتخرج منها بدرجة البكالوريوس في القانون عام 1989. حصل على شهادة الدراسات العليا في التكامل الأوروبي (القانون) من جامعة سارلاند عام 1993. حصل لاحقًا على درجة الماجستير في السياسة العامة في كلية لندن للاقتصاد، وتخرج في عام 2017.

## حياته العملية
بين عامي 1994 و 1997، عمل هول في وزارة الخزانة البريطانية. التحق بوزارة الخارجية وشؤون الكومنولث في عام 1997، وترأس قسم عملية السلام في الشرق الأوسط من 1999 إلى 2001.
شغل هول منصب نائب مدير إدارة أوروبا من 2001 إلى 2003.
شغل هول منصب رئيس شعبة السكرتارية العامة الأوروبية في وزارة شؤون مجلس الوزراء من عام 2003 إلى عام 2006. شغل منصب نائب رئيس البعثة البريطانية في بوخارست من 2007 إلى 2008، وشغل منصب مستشار عسكري في البعثة البريطانية لدى الناتو من 2008 إلى 2012. ترأس إدارة مكافحة انتشار الأسلحة بين عامي 2012 و2015.
كان مديرًا إضافيًا لمراجعة الميزانية في وزارة الخارجية والكومنولث من عام 2015 إلى عام 2016.

### القنصل العام في القدس
في 17 أكتوبر 2016، تم تعيين هول في منصب القنصل العام البريطاني في القدس. تولى هول التعيين في أغسطس 2017، خلفًا لألاستير ماكفيل.
في فبراير 2021، أدان هول المستوطنات الإسرائيلية في الضفة الغربية ووصفها بأنها «غير قانونية وتشكل عقبة أمام استئناف محادثات السلام».
هول عضو في مجلس أمناء مجموعة مستشفيات سانت جون للعيون منذ سبتمبر 2017.
في فبراير 2021 انتهت مهامه قنصلًا عامًا في القدس.

## الحياة الشخصية
تزوج هول من زوجته كارين هول عام 2005. لديهم ثلاثة أطفال.

## وصلات خارجية
- السيرة الذاتية.